# Jibannagar
Jibannagar (en bengali : জীবননগর) est une upazila du Bangladesh dans le district de Chuadanga. En 1991, on y dénombrait 125 102 habitants.